# Żałagasz
Żałagasz (ros. Dżałagasz) – wieś w Kazachstanie; w obwodzie kyzyłordyńskim; 14 400 mieszkańców (2006). Przemysł spożywczy.